# Sports Car Classic 2021
Navigation
Édition précédente Édition suivante
Le Sports Car Classic 2021 (officiellement appelé le 2021 Chevrolet Détroit Grand Prix) a été une course de voitures de sport organisée sur le Circuit de Belle Isle au Michigan, aux États-Unis, qui s'est déroulée le 12 juin 2021 dans le cadre du Grand Prix automobile de Détroit. Il s'agissait de la quatrième manche du championnat WeatherTech SportsCar Championship 2021 et les voitures de catégories Daytona Prototype international (DPi), Grand Tourisme Le Mans (GTLM) et Grand Tourisme Daytona (GTD) ont participé à la course.

## Circuit

Circuit de Belle Isle.

Le circuit de Belle Isle (The Raceway on Belle Isle en anglais) est un circuit automobile temporaire qui emprunte les allées du parc de Belle Isle à Détroit, Michigan, États-Unis, et qui accueille tous les ans (ou presque) le Grand Prix automobile de Detroit.

## Course

### Classement de la course
Voici le classement officiel au terme de la course.
- Les vainqueurs de chaque catégorie sont signalés par un fond jauni.
- Pour la colonne Pneus, il faut passer le curseur au-dessus du modèle pour connaître le manufacturier de pneumatiques.

| Pos     | Classe | no | Écurie                                                   | Pilotes                              | Châssis                          | Pneus | Tours | Temps               |
| ------- | ------ | -- | -------------------------------------------------------- | ------------------------------------ | -------------------------------- | ----- | ----- | ------------------- |
| Pos     | Classe | no | Écurie                                                   | Pilotes                              | Moteur                           | Pneus | Tours | Temps               |
| 1       | DPi    | 01 | Cadillac Chip Ganassi Racing                             | Kevin Magnussen Renger van der Zande | Cadillac DPi-V.R                 | M     | 66    | 1 h 40 min 02 s 674 |
| 1       | DPi    | 01 | Cadillac Chip Ganassi Racing                             | Kevin Magnussen Renger van der Zande | Cadillac 5,5 L V8 Atmo           | M     | 66    | 1 h 40 min 02 s 674 |
| 2       | DPi    | 31 | Whelen Engineering Racing                                | Pipo Derani Felipe Nasr              | Cadillac DPi-V.R                 | M     | 66    | + 0 s 573           |
| 2       | DPi    | 31 | Whelen Engineering Racing                                | Pipo Derani Felipe Nasr              | Cadillac 5,5 L V8 Atmo           | M     | 66    | + 0 s 573           |
| 3       | DPi    | 10 | Konica Minolta Acura ARX-05                              | Filipe Albuquerque Ricky Taylor      | Acura ARX-05                     | M     | 66    | + 4 s 028           |
| 3       | DPi    | 10 | Konica Minolta Acura ARX-05                              | Filipe Albuquerque Ricky Taylor      | Acura AR35TT 3,5 L V6 Turbo      | M     | 66    | + 4 s 028           |
| 4       | DPi    | 55 | Mazda Motorsports                                        | Oliver Jarvis Harry Tincknell        | Mazda RT24-P                     | M     | 66    | + 4 s 876           |
| 4       | DPi    | 55 | Mazda Motorsports                                        | Oliver Jarvis Harry Tincknell        | Mazda MZ-2.0T 2,0 L I4 Turbo     | M     | 66    | + 4 s 876           |
| 5       | DPi    | 5  | JDC-Mustang Sampling Racing                              | Loïc Duval Tristan Vautier           | Cadillac DPi-V.R                 | M     | 66    | + 5 s 182           |
| 5       | DPi    | 5  | JDC-Mustang Sampling Racing                              | Loïc Duval Tristan Vautier           | Cadillac 5,5 L V8 Atmo           | M     | 66    | + 5 s 182           |
| 6       | DPi    | 60 | Meyer Shank Racing avec Curb Agajanian Performance Group | Dane Cameron Olivier Pla             | Acura ARX-05                     | M     | 66    | + 5 s 425           |
| 6       | DPi    | 60 | Meyer Shank Racing avec Curb Agajanian Performance Group | Dane Cameron Olivier Pla             | Cadillac 5,5 L V8 Atmo           | M     | 66    | + 5 s 425           |
| 7       | GTLM   | 4  | Corvette Racing                                          | Tommy Milner Nick Tandy              | Chevrolet Corvette C8.R          | M     | 63    | + 3 Tours           |
| 7       | GTLM   | 4  | Corvette Racing                                          | Tommy Milner Nick Tandy              | Chevrolet 5,5 L V8 Atmo          | M     | 63    | + 3 Tours           |
| 8       | GTLM   | 3  | Corvette Racing                                          | Antonio García Jordan Taylor         | Chevrolet Corvette C8.R          | M     | 63    | + 3 Tours           |
| 8       | GTLM   | 3  | Corvette Racing                                          | Antonio García Jordan Taylor         | Chevrolet 5,5 L V8 Atmo          | M     | 63    | + 3 Tours           |
| 9       | GTD    | 23 | The Heart of Racing                                      | Roman De Angelis Ross Gunn           | Aston Martin Vantage AMR GT3     | M     | 62    | + 4 Tours           |
| 9       | GTD    | 23 | The Heart of Racing                                      | Roman De Angelis Ross Gunn           | Aston Martin 4,0 L V8 Turbo      | M     | 62    | + 4 Tours           |
| 10      | GTD    | 19 | GRT Grasser Racing Team                                  | Misha Goikhberg Marco Mapelli (en)   | Lamborghini Huracán GT3 Evo      | M     | 62    | + 4 Tours           |
| 10      | GTD    | 19 | GRT Grasser Racing Team                                  | Misha Goikhberg Marco Mapelli (en)   | Lamborghini 5,2 L V10 Atmo       | M     | 62    | + 4 Tours           |
| 11      | GTD    | 66 | Gradient Racing                                          | Till Bechtolsheimer Marc Miller (en) | Acura NSX GT3 Evo                | M     | 62    | + 4 Tours           |
| 11      | GTD    | 66 | Gradient Racing                                          | Till Bechtolsheimer Marc Miller (en) | Acura 3,5 L V6 Turbo             | M     | 62    | + 4 Tours           |
| 12      | GTD    | 14 | Vasser Sullivan Racing                                   | Jack Hawksworth Aaron Telitz         | Lexus RC F GT3                   | M     | 62    | + 4 Tours           |
| 12      | GTD    | 14 | Vasser Sullivan Racing                                   | Jack Hawksworth Aaron Telitz         | Lexus 5,0 L V8 Atmo              | M     | 62    | + 4 Tours           |
| 13      | GTD    | 12 | Vasser Sullivan Racing                                   | Frankie Montecalvo Townsend Bell     | Lexus RC F GT3                   | M     | 62    | + 4 Tours           |
| 13      | GTD    | 12 | Vasser Sullivan Racing                                   | Frankie Montecalvo Townsend Bell     | Lexus 5,0 L V8 Atmo              | M     | 62    | + 4 Tours           |
| 14      | GTD    | 1  | Paul Miller Racing                                       | Bryan Sellers Madison Snow           | Lamborghini Huracán GT3 Evo      | M     | 62    | + 4 Tours           |
| 14      | GTD    | 1  | Paul Miller Racing                                       | Bryan Sellers Madison Snow           | Lamborghini 5,2 L V10 Atmo       | M     | 62    | + 4 Tours           |
| 15      | GTD    | 75 | SunEnergy1 Racing                                        | Mikaël Grenier Kenny Habul           | Mercedes-AMG GT3 Evo             | M     | 62    | + 4 Tours           |
| 15      | GTD    | 75 | SunEnergy1 Racing                                        | Mikaël Grenier Kenny Habul           | Mercedes-Benz M159 6,2 L V8 Atmo | M     | 62    | + 4 Tours           |
| 16 Abd. | GTD    | 96 | Turner Motorsport                                        | Bill Auberlen Robby Foley            | BMW M6 GT3                       | M     | 55    | Boite de vitesses   |
| 16 Abd. | GTD    | 96 | Turner Motorsport                                        | Bill Auberlen Robby Foley            | BMW 4,4 L V8 Turbo               | M     | 55    | Boite de vitesses   |
| 17 Abd. | GTD    | 76 | Compass Racing                                           | Jeff Kingsley Mario Farnbacher       | Acura NSX GT3 Evo                | M     | 50    | Problème de frein   |
| 17 Abd. | GTD    | 76 | Compass Racing                                           | Jeff Kingsley Mario Farnbacher       | Acura 3,5 L V6 Turbo             | M     | 50    | Problème de frein   |
| 18 Abd. | GTD    | 28 | Alegra Motorsports                                       | Daniel Morad Michael de Quesada      | Mercedes-AMG GT3 Evo             | M     | 28    | Contact             |
| 18 Abd. | GTD    | 28 | Alegra Motorsports                                       | Daniel Morad Michael de Quesada      | Mercedes-Benz M159 6,2 L V8 Atmo | M     | 28    | Contact             |
| 19 Abd. | GTD    | 88 | Team Hardpoint EBM                                       | Rob Ferriol Katherine Legge          | Porsche 911 GT3 R                | M     | 3     | Sortie de piste     |
| 19 Abd. | GTD    | 88 | Team Hardpoint EBM                                       | Rob Ferriol Katherine Legge          | Porsche 4,0 L Flat-6 Atmo        | M     | 3     | Sortie de piste     |
| 20      | GTD    | 39 | CarBahn avec Peregrine Racing                            | Richard Heistand (de) Jeff Westphal  | Audi R8 LMS                      | M     | 62    | + 4 Tours           |
| 20      | GTD    | 39 | CarBahn avec Peregrine Racing                            | Richard Heistand (de) Jeff Westphal  | Audi 5,2 L V10 Atmo              | M     | 62    | + 4 Tours           |

Lors de l'inspection technique qui a eu lieu après la course, il avait été mis en évidence que l'Audi R8 LMS n°39 de l'écurie CarBahn avec Peregrine Racing ne répondait pas à la réglementation en vigueur du point de vue du temps minimum nécessaire pour remplir le réservoir. De ce fait, elle a perdu sa victoire et a été classifiée dernière de sa classe.

## Pole position et record du tour
- Pole position :  Kevin Magnussen (#10 Cadillac Chip Ganassi Racing) en 1 min 20 s 031
- Meilleur tour en course :  Felipe Nasr (#31 Whelen Engineering Racing) en 1 min 20 s 492

## Tours en tête
- no 01 Cadillac DPi-V.R - Cadillac Chip Ganassi Racing : 64 tours (1-33 / 36-66)[3]
- no 10 Acura ARX-05 - Konica Minolta Acura ARX-05 : 2 tours (34-35)

## À noter
- Longueur du circuit : 2,35 mi
- Distance parcourue par les vainqueurs : 155,1 mi